# Porcia (satélite)
Porcia es un satélite natural de Urano. Fue descubierto el 3 de enero de 1986 a través de las imágenes enviadas por la sonda espacial Voyager 2 y su designación provisional fue S/1986 U 1. Debe su nombre a la heroína de la obra El mercader de Venecia de William Shakespeare. También es llamado Urano XII.
Porcia pertenece al grupo de Porcia —al que da nombre— que además incluye a Blanca, Crésida, Julieta, Cupido, Rosalinda, Desdémona, Belinda y Perdita. Estos satélites tienen órbitas y propiedades fotométricas similares. Por desgracia, aparte de los datos de su órbita, su radio de 67 kilómetros, y el albedo geométrico de 0,08, prácticamente no se sabe nada de Porcia.
Porcia es el segundo mayor satélite interior de Urano, por detrás de Puck. Se encuentra por debajo del límite de la órbita síncrona de Urano, es decir, que su órbita es tan baja que necesita menos tiempo en dar una vuelta completa alrededor de Urano que Urano en dar una vuelta sobre sí mismo. Por esta razón, debido a las fuerzas de marea ejercidas por Urano, Porcia se detiene y lentamente pierde altitud. Esto significa que un día acabará por irrumpir en un anillo planetario o estrellarse en Urano.
En las imágenes enviadas por la Voyager 2, Porcia aparece como un objeto alargado cuyo eje principal apunta hacia Urano, además de una superficie de color gris. Observaciones con el telescopio espacial Hubble y grandes telescopios terrestres encontraron características de absorción de hielo de agua en el espectro de Porcia.